# 巴蘭遺址

台東縣定巴蘭考古遺址現場解說牌

巴蘭遺址位於臺灣臺東縣卑南鄉初鹿村西南側約 3 公里處，海拔高度在卑南鄉斑鳩西側山坡地 625.605 公尺，衛星定位座標在 N（北）2527617.97  E（東）255562.29，其遺址區域原為1952年（民國40年）行政院農業委員會林務局台東事業區第四林班造林地。
在部分文獻中，巴蘭遺址又稱為新斑鳩遺址，2001年公告為三級古蹟，其後臺東縣政府在2006年4月14日公告為縣定遺址，屬於花東縱谷的巨石文化，其時代為距今1100至600年左右。

## 挖掘概況
其遺址發現緣由為，1996年（民國85年）台灣原住民族卑南族籍的主教曾建次主教在台東夜市之中，發現古文物販賣情形，相詢之下始得知文物係來自卑南鄉初鹿村，並發現遺址所在。
2003年（民國92年）臺東縣政府文化局委託國立臺灣史前文化博物館進行考古挖掘，共發現7座完整或部分完整的房屋結構，房屋大約呈長方形，縱深約有 6 公尺，寬約 10 公尺。包括火塘結構、墓葬 14 座、屋柱、四面圍牆（殘存遺跡）以及一些其他不明的結構區間。目前為現地保留遺址，遺址上綠草成茵，覆蓋了大部分的遺址遺跡。

## 資料來源
1. ↑  .[永久]
2. ↑  . 2006-04-14  [2006-04-14]. （原始内容存档于2014-10-14）.
3. ↑  . 2008-02-08  [2008-02-08]. （原始内容存档于2010-10-27）.